# William Curtis

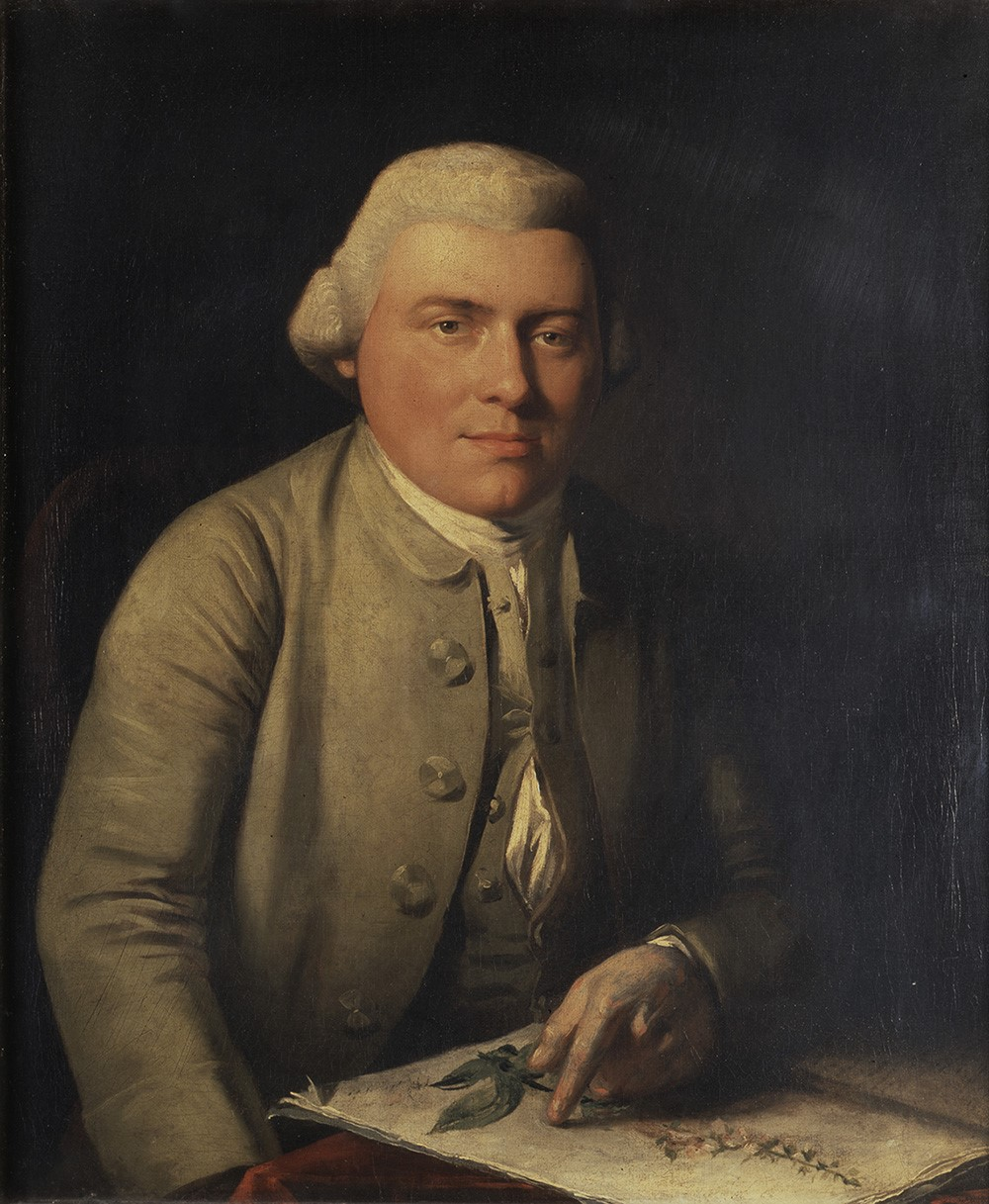
William Curtis, Ölgemälde von Gilbert Stuart (1776/1777)

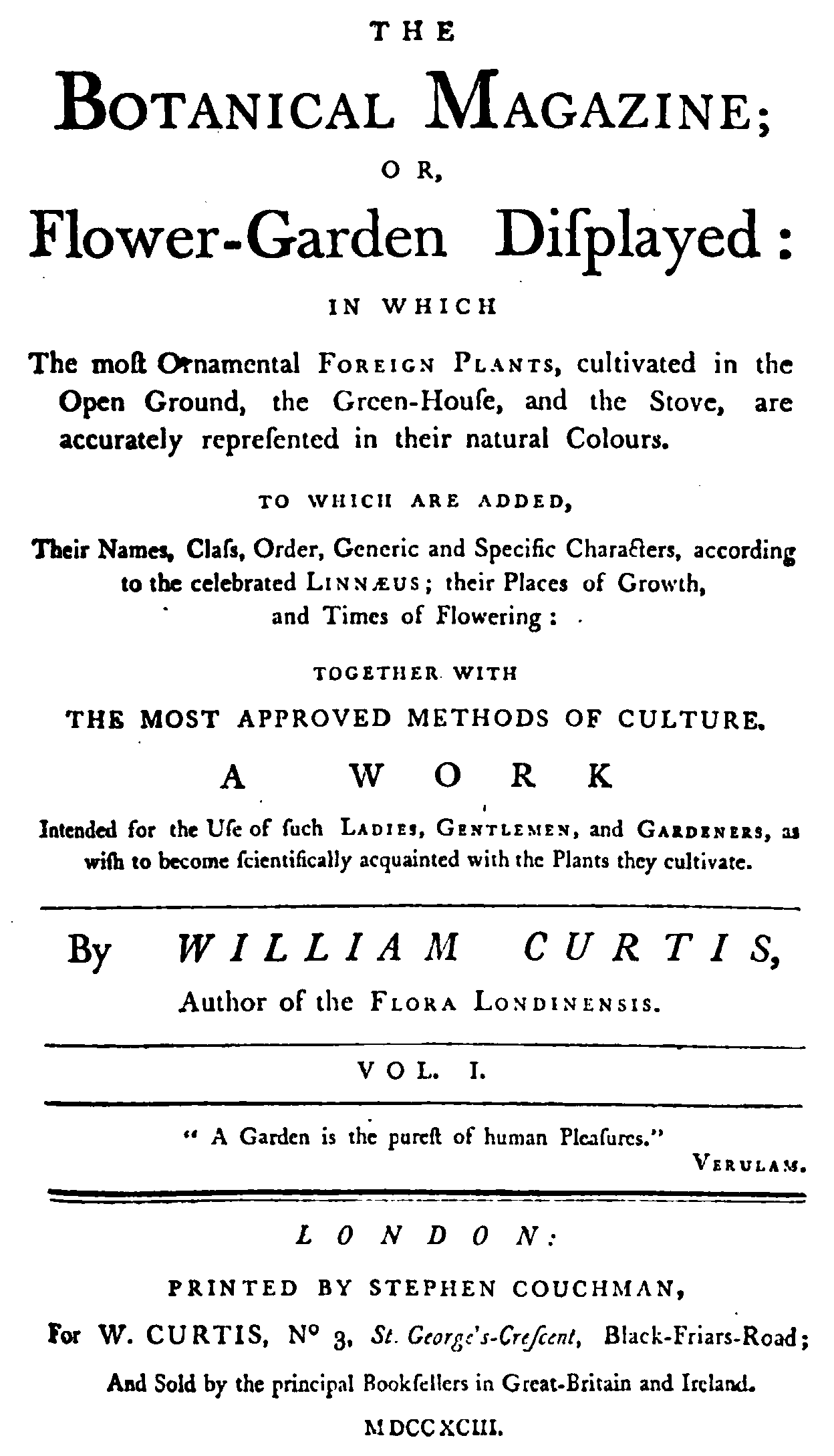
Titelseite des ersten Bandes des Botanical Magazine (1787)

William Curtis (* 11. Januar 1746 in Alton, Hampshire; † 7. Juli 1799 in Brompton) war ein englischer Botaniker, Apotheker und Entomologe. Sein offizielles botanisches Autorenkürzel lautet „Curtis“.

## Leben und Wirken
Von 1773 bis 1777 war Curtis Demonstrator für Pflanzen der Worshipful Society of Apothecaries und Praefectus Horti (Direktor) des Chelsea Physic Garden. Er gründete botanische Gärten in Bermondsey (1773), Lambeth Marsh (1779) und Brompton (1789). 1787 begründete Curtis das Botanical Magazine und war bis zu seinem Tod dessen Herausgeber.
Seit 1785 war Curtis Mitglied der Society for Promoting Natural History.

## Ehrungen
William Aiton benannte 1789 ihm zu Ehren die Pflanzengattung Curtisia aus der Familie der Curtisiaceae.

## Schriften (Auswahl)
- Instructions for collecting and preserving insects; particularly moths and butterflies. London 1771 (Digitalisat).
- Fundamenta entomologiae: or, An introduction to the knowledge of insects. Being a translation of the Fundamenta entomologiae of Linnaeus. London 1772 (Digitalisat).
- A catalogue of the plants growing wild in the environs of London. London 1774.
- Flora londinensis. 6 Faszikel in 2 Bänden, London [1775–]1777–1798 (Digitalisat).
- Linnaeus’s system of botany. London 1777 (Digitalisat).
- Proposals for Opening by Subscription a Botanic Garden, to be called the London Botanic Garden. London 1778 (Digitalisat).
- A short history of the brown-tail moth. London 1782 (Digitalisat).
- Assistant plates to the materia medica; or, figures of such plants and animals as are used in medicine: adapted to the most celebrated treatises on the materia medica. London 1786 (Digitalisat).
- Practical observations on the British grasses. London 1790.
  - Praktische Beobachtungen über die englischen Grasarten, besonders über solche, welche zur Bestellung oder Verbesserung der Wiesen und Weiden am schicklichsten sind. G. Fleischer der Jüngere, Leipzig 1805 (Digitalisat).
  - 4. Auflage. London 1804 (Digitalisat).
  - 7. Auflage. London 1834.
- A catalogue of the British medicinal, culinary and agricultural plants. London 1783 (Digitalisat).
- Subscription Catalogue of the Brompton Botanic Garden for the Year 1790. London 1790.
- The Subscription Catalogue of the Brompton Botanic Garden for the Year 1792. London 1792.
- Proposals for a course of herbarizing excursions. London 1792.
- An Abridgement of the Flora londinensis. 1792 (Digitalisat).

Zeitschriftenbeiträge
- Some Observations on the Natural History of the Curculio Lapathi and Silpha grisea. In: Transactions of the Linnean Society of London. Band 1, 1791, S. 86–89 (Digitalisat, doi:10.1111/j.1096-3642.1791.tb00385.x).
- Observations on Aphides, chiefly intended to show that they are the principal Cause of Blights in Plants, and the sole Cause of the Honey-Dew. In: Transactions of the Linnean Society of London. Band 6, 1802, S. 75–94 (Digitalisat, doi:10.1111/j.1096-3642.1802.tb00469.x) – postum.

postum
- Lectures of Botany. London 1803 (Digitalisat) – herausgegeben von Samuel Curtis (1779–1860).